# 张新起
张新起（1956年8月—），男，汉族，山东荣成人，中华人民共和国政治人物。1977年3月加入中国共产党。毕业于烟台师专中文系，省委党校在职研究生学历。

## 经历

### 早年
1974年7月参加工作，任荣成县东山公社下乡知青。1975年11月，任荣成县水产供销公司统计员。1978年11月，进入烟台师专中文系学习。

### 仕途
1980年7月起，历任烟台地区建筑公司宣传干事、党办秘书、副主任、直属二队党支部书记。1985年12月，任烟台地区建筑公司党委副书记、副经理。1989年2月，任烟台市建委副主任。1992年10月，任烟台市规划局局长、党组书记。
1994年9月，任中共莱州市委副书记、代市长，市长。1997年12月，任中共烟台市委常委、莱州市委书记。
2001年1月，任中共潍坊市委副书记、市政府副市长、党组副书记。2002年12月，任中共潍坊市委副书记、市政府代市长、党组书记（2003年2月正式当选市长）。2006年9月，任中共潍坊市委书记。
2011年12月，任中共青岛市委副书记、青岛市人民政府党组书记。2012年1月，任中共青岛市委副书记、市政府副市长、代市长（3月正式当选市长）。
2013年2月，当选为第十二届全国人民代表大会山东地区代表。
2017年2月，当选山东省人大常委会副主任，并正式辞去青岛市人民政府市长职务。

### 处分
2014年1月10日，因对山东省青岛市“11·22”中石化东黄输油管道泄漏爆炸特别重大事故的发生负有重要领导责任，被国务院给予行政警告处分。

### 落马
2021年2月23日，因涉嫌严重违纪违法，接受中央纪委国家监委纪律审查和监察调查。2021年8月17日，张新起被开除党籍，并于其后被以涉嫌受贿罪逮捕。
2023年1月7日在央视一套播出的电视专题片《永远吹冲锋号》第一集《第二个答案》，详细披露了张新起案的细节。据介绍，张新起的违纪违法问题之一，是收受不法企业“明天系”的巨额贿赂。另外张新起还为孙子孙女买下两套高档别墅。张新起的父亲是参加过第二次国共内战的老革命家，他一生艰苦朴素，从未用权力为子女提供过任何方便，对子女的教育都是要自食其力、清白做人。而张新起却走向了和父亲截然相反的方向。
2023年2月20日，江苏省南京市中级人民法院公开宣判张新起受贿案，对被告人张新起以受贿罪（1.55亿余元）判处无期徒刑，剥夺政治权利终身，并处没收个人全部财产；对张新起受贿犯罪所得及孳息依法予以追缴，上缴国库。